# Mark Napier (MP)
Mark Francis Napier (1852 - 19 de agosto de 1919) foi um político britânico do Partido Liberal Escocês que serviu como membro do Parlamento por Roxburghshire no 25º Parlamento entre 1892 e 1895.